# Khaled Al-Eid
Khaled Al-Eid (ur. 2 stycznia 1969 w Ryiadh) – saudyjski jeździec, specjalizujący się w skokach indywidualnych.

## Osiągnięcia
- brązowy medal Igrzysk olimpijskich (Sydney 2000)